# Jan Vreede
Jan Vreede   (Wijchen, 11 de gener de 1900 - Amsterdam, 17 de febrer de 1989) va ser un regatista neerlandès que va competir a començaments del segle xx.
El 1924 va prendre part en els Jocs Olímpics de París, on va guanyar la medalla de bronze en la regata de 6 metres del programa de vela, a bord del Willem Six, junt a Johan Carp i Anthonij Guépin.